# 戈卢梅季市镇
戈卢梅季市镇（俄语：Голуметское муниципальное образование）是俄罗斯联邦伊尔库茨克州切列姆霍沃区所属的一个市镇。其下辖有7个居民点，行政中心为戈卢梅季。据2016年统计，该市镇的人口为2266人。